# Observatoire de Bordeaux

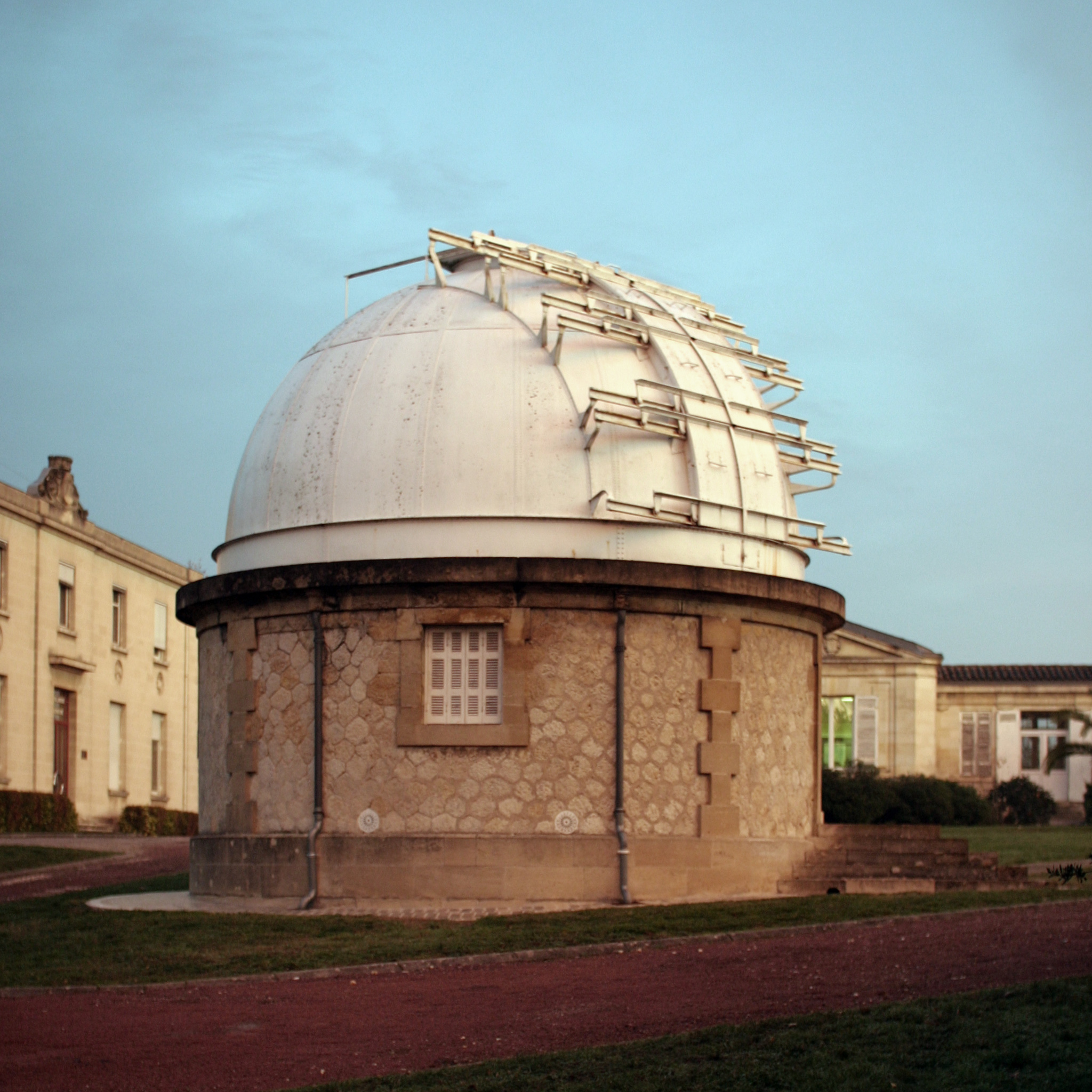
Observatoire de Bordeaux, 2006

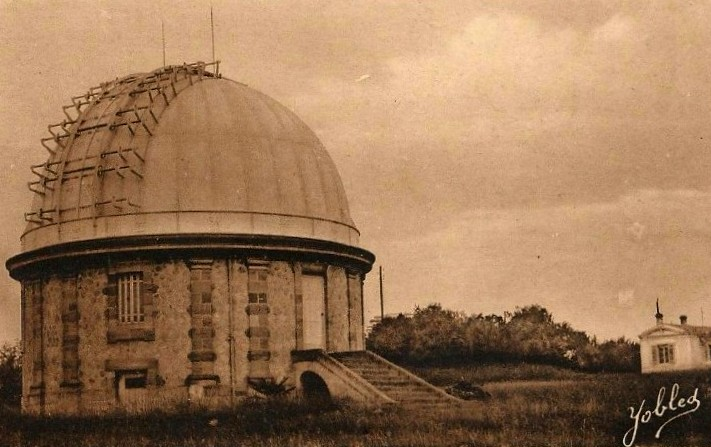
Sternwarte im Bordelaiser Stadtteil Floirac, um 1900/1910

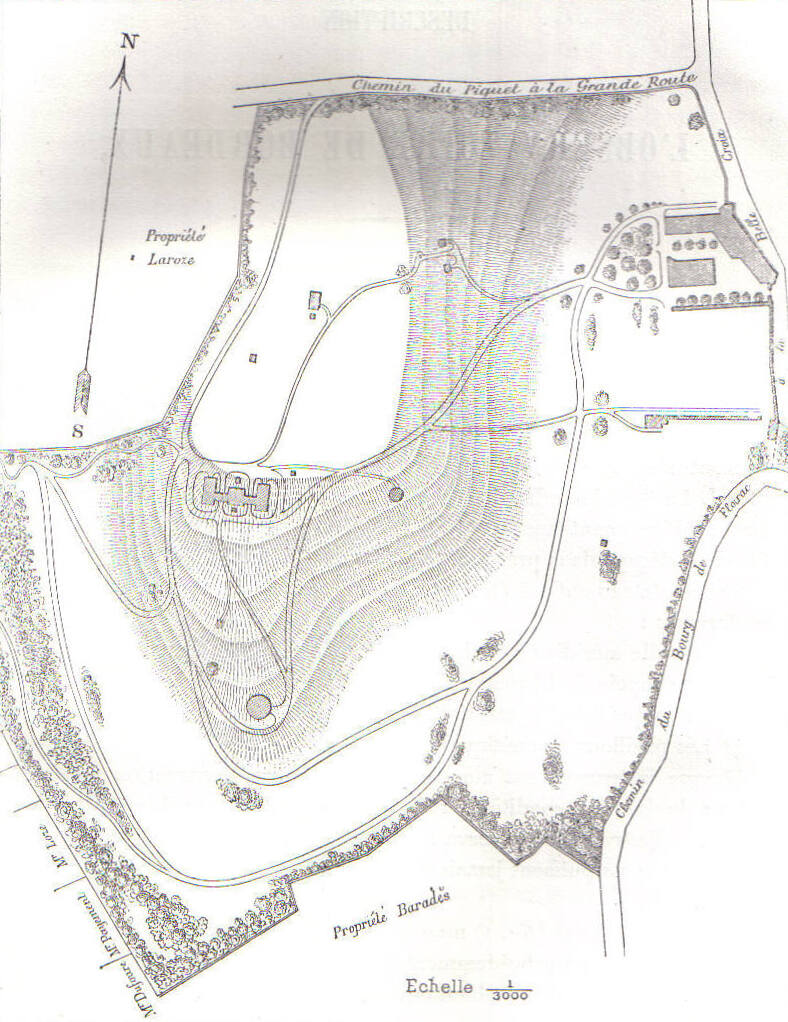
Geländeplan von 1885

Die Observatoire de Bordeaux ist eine französische Sternwarte in Bordeaux und gehört zu den Observatoire aquitain des Sciences de l’Univers (OASU), einer regionalen Vereinigung von Forschungslabors. In ihrer Forschungsarbeit war sie bis 2016 der Universität Bordeaux angegliedert. Die Standorte der OASU befinden sich neben Bordeaux in Toulouse, Montpellier, Lyon, Besançon und in Strassburg. Zu den Messinstrumenten dieser Forschungseinrichtung gehört das Radioteleskop Würzburg-Riese, das im Zweiten Weltkrieg zur Feindaufklärung im Radius von 70 km diente.

## Geschichte und Standort
Auslöser für die Bestrebung, ein Observatorium einzurichten, war der Venustransit 1761 und 1769, der großes Interesse an der Astronomie weckte. Man entschied sich für den Standort östlich der Stadt auf einer Anhöhe auf 73 Metern, auf der ein Haus für diesen Zweck bestimmt, aber einhundert Jahre lang nicht mit den nötigen Instrumenten ausgestattet wurde. Aus Bordeaux hörte man: „Die Sternwarte hat einen schönen Horizont, aber keine Instrumente.“: S. 290 Das Gebäude steht nahe dem 45. Breitengrad, der von Zeitgenossen für die Himmelsbeobachtung als ideal angesehen wurde, läge er doch genau in der Mitte zwischen Äquator und Nordpol. Jérôme Lalande meinte, es sei „etwas Bemerkenswertes und scheint die Astronomen zu rufen“.: S. 289.

„Ces deux passages successifs de Vénus sur le Soleil, et le zèle que M. Larroque avait déployé dans ces circonstances pour les études astronomiques avaient fait sentir à l’Académie de Bordeaux qu’il était de nécessité absolue pour elle d’avoir dans son hôtel un local destiné à renfermer les instruments de physique ou d’astronomie appartenant à la Compagnie et une terrasse suffisamment élevée pour se prêter à l’examen des Astres.“

„Diese beiden aufeinanderfolgenden Venusdurchgänge über die Sonne und der Eifer, den Herr Larroque unter diesen Umständen für astronomische Studien an den Tag gelegt hatte, ließen die Akademie von Bordeaux spüren, dass es für sie eine absolute Notwendigkeit war, in ihrem Hotel einen Raum zu haben, der dazu bestimmt war, die der Gesellschaft gehörenden physikalischen oder astronomischen Instrumente aufzubewahren, sowie eine Terrasse, die hoch genug war, um sich für die Untersuchung der Gestirne zu eignen.“

Mit der Französischen Revolution wurden die Akademien samt ihrer technischen Gerätschaften vernichtet. Sie wurden unfachmännisch „eingelagert, wurden verbrannt oder verschwanden ganz“.: S. 290.
Der unglückliche Ausgang des Deutsch-Französischen Kriegs 1870/71 wurde zum Anlass genommen, sich mehr auf Forschung und Bildung zu konzentrieren. Die beiden Professoren Gaston Lespiault (1823–1904) und Victor Raulin waren als Naturwissenschaftler sehr an der Schaffung eines astronomischen und meteorologischen Observatoriums interessiert und verpflichteten sich, für eine jährliche Mitfinanzierung von 10.000 Francs aufzukommen. Es war von einer „bedauerlichen Nachlässigkeit“ die Rede, dass noch immer keine Sternforschung in Bordeaux möglich sei. Die Naturwissenschaft wartete schon lange auf die Einrichtung eines astronomischen Observatoriums, könnte diese der Marine und für die Handelsschifffahrt doch nützlich sein. Doch über 100 Jahre vereitelten Ereignisse oder Zwischenfälle eine Gründung, für die alles vorbereitet schien.: S. 290.
Nach einem weiteren Venusdurchgang schloss die Stadt Bordeaux mit der Staatsregierung eine Vereinbarung, eine funktionsfähige Sternwarte einzurichten. Die Stadt beteiligte sich mit einer Summe von 100.000 Francs. Diese Initiative wirkte inspirierend. Auch in Toulouse und Marseille regte sich der Wunsch nach einer entsprechenden Einrichtung. Gleichzeitig legte die Regierung ein Bildungsprogramm auf, welches das Interesse der Bevölkerung an diesem Thema wecken sollte. In den Jahren 1872 bis 1874 wurden endlich konkrete Planungen vorangetrieben, die im Stadtratsbeschluss für die „Größe der Einrichtung, der Festlegung des Anteils der Stadt an den Kosten und der genauen Lage“ gipfelten. Am 17. Oktober 1876 lag ein entsprechender Stadtratsbeschluss vor.: S. 290.
Die Sternwarte wurde im Frühjahr 1879 ihrer Bestimmung übergeben. In der Folge erschienen Annalen mit Meridianbeobachtungen. Mit einem Zitat Keplers mahnte der damalige erste Direktor des Instituts, Georges Rayet, dass auch weiterhin die notwendigen Gelder für die Forschung bereitgestellt würden.: S. 295. Er hatte bis zu seinem Tod 1906 diese Position inne.
Es war zunächst für optische und fotografische Nutzung für 11° bis 17° nördliche Deklination eingerichtet. Unter La Noë konnte eine Erweiterung des Semirot-Gebäudes durchgeführt werden, die Messier-Gebäude genannt wurde (benannt nach dem Astronomen Charles Messier, der Nebel und Galaxien entdeckte). Dieses Gebäude wurde im Dezember 1986 von Jacques Chaban-Delmas eingeweiht.
Das nach dem Zweiten Weltkrieg aus Deutschland überführte Radioteleskop vom Typ Würzburg-Riese mit einem Durchmesser von 7,5 m wurde unverändert und kontinuierlich in den Jahren 1966 bis 1987 eingesetzt, um Sonneneruptionen zu erforschen. Mit dieser Arbeit betraut war die Astronomie-Pionierin Marguerite Chopinet, die sich 1985 in den Ruhestand verabschiedete. Danach war es zunächst in Vergessenheit geraten. Seit 2007 wird der Würzburg-Riese wieder eingesetzt, frisch renoviert und mit Elektronik und Computersystem ausgestattet, um die Strahlung von Wasserstoffatomen in interstellaren Wolken oder von OH-Molekülen bestimmter Sterne in unserer Galaxie aufzuspüren. Die empfangenen Radiosignale werden unmittelbar verarbeitet und die gemachten Aufzeichnungen der breiten Öffentlichkeit über das Internet zur Verfügung gestellt. Unter der Devise „Die Milchstraße für alle“ kann sich jedermann über das Internet auf der Seite des Radioteleskops einloggen und die Anlage selbstständig steuern, um eigene Messungen durchzuführen.
Die Erfahrungen und Erfolge, die mit dem Würzburg-Riesen erzielt werden konnten, veranlassten die Forscher unter der Leitung von Jean Delannoy in Bordeaux 1978, nach dieser Bauart zwei Radiowelleninterferometer zu bauen und im Abstand von 66 m – exakt in West-Ost-Richtung – aufzustellen, die zwar „keine herausragenden wissenschaftlichen Resultate“ liefern, aber gut genug sind, um die junge Generation von Astronomen in der Millimeterwellenbeobachtung zu schulen. Nach zwölf Jahren lief das deutsch-französisch-spanische Projekt des Yebes-Observatoriums auf dem Pico del Veleta in Spanien zunächst mit einem 30-m-Radioteleskop an, später auch ein ähnliches Programm des Instituts für Radioastronomie im Millimeterbereich auf dem Plateau de Bure, das den Betrieb in Bordeaux nicht länger erforderte. 2016 wurde der Ort als Forschungszentrum aufgegeben, weil die Universität in der Nachbargemeinde von Bordeaux, Pessac, eine neue Sternwarte eingerichtet hatte.

## Leitung
Die Forschungseinrichtung stand zu Beginn unter der Direktorenschaft von Georges Rayet, der sich sehr um die Finanzierung gekümmert hat. Sein Nachfolger Luc Picart (1867–1956; 1906–1937) führte die von Rayet begonnene Sternkarte zu Ende und beschäftigte sich mit Forschungen, für die diese Carte du Ciel als Grundlage diente, insbesondere die Bestimmung der Eigenbewegungen. Er schaffte dafür ein damals neues Instrument, den Blinkkomparator, an. Während seiner Amtszeit nahm die Arbeit am Observatorium deutlich zu. Sein Nachfolger wurde Gilbert Rougier (1886–1947; 1937–1947).
Rougier war mit 51 Lebensjahren schon am Ende seines Berufslebens und konnte keine 10 Jahre mehr an der Gestaltung der Einrichtung mitwirken. Er kam von dem Observatoire du Pic du Midi, wurde Vorzugskandidat und einstimmig gewählt. Ihm folgte Pierre Sémirot, dem auch der Ankauf aus Würzburg zu verdanken ist. Mit dem Edgar-Faure-Gesetz vom November 1968 wurden die Amtsperioden von höheren universitären Einrichtungen auf fünf Jahre begrenzt. Weitere Direktoren waren:
- Jean Delannoy (1970–1975)
- Fernand Poumeyrol (* 1927; 1975–1981)
- Jérôme de La Noë (* 1941; 1981–1987)
- Jacques Colin (* 1945; 1987–2000)
- Alain Castets (* 1946; 2000–2006)
- Francis Grousset (* 1948; 2007–2011)
- Éric Villenave (* 1968; 2012–)